# Daniela Filipiová
Daniela Filipiová (* 9. srpna 1957 Praha) je česká politička a architektka. Od roku 2000 byla senátorkou, nejprve v letech 2000 až 2012 za obvod č. 26 – Praha 2 a poté v letech 2012 až 2018 za obvod č. 23 – Praha 8. Mezi lednem a květnem 2009 působila jako ministryně zdravotnictví ČR v druhé Topolánkově vládě.

## Biografie
V roce 1982 vystudovala architekturu na ČVUT. Od neurochirurgické operace vrozené malformace míchy, kterou prodělala v roce 1986, je odkázána na invalidní vozík. Je vdaná a je matkou dvou dcer.
V oblasti architektury se věnuje zejména projektování v oblasti bezbariérových přístupů. Na toto téma napsala knihy Život bez bariér, Tvorba bezbariérového prostředí a Projektujeme bez bariér.
Od prosince 1997 je členkou ODS, za níž byla v roce 2000 ve volebním obvodu 26, který zahrnuje zejména Žižkov a Vinohrady, zvolena do Senátu. Hlasovala v něm kupříkladu pro návrh na vyznamenání bratří Mašínů či pro návrh zákona o registrovaném partnerství.
V senátních volbách v roce 2006 svůj senátorský mandát obhájila. V prvním kole získala 44,73 % platných odevzdaných hlasů, a postoupila tak spolu s Taťánou Fischerovou do kola druhého, kde se ziskem 61,44 % hlasů zvítězila.
13. ledna 2009 ji premiér Mirek Topolánek nominoval na ministryni zdravotnictví České republiky. 23. ledna 2009 byla prezidentem republiky jmenována do úřadu. Post ministra zastávala do pádu vlády v březnu 2009.
V senátních volbách v roce 2012 svůj senátorský mandát obhájila znovu, v druhém kole za volební obvod č. 23 v Praze 8, kde se ziskem 62,43 % hlasů zvítězila nad komunistou Jiřím Dolejšem, který v Praze poprvé v historii jako kandidát KSČM vyhrál první kolo senátních voleb.
Z analýzy provedené v červnu 2014 zpravodajským serverem iHNed.cz vyplývá, že Filipiová se nezúčastnila 4 703 z 7 896 hlasování, tj. 59,56 %, což byla nejvyšší hodnota absencí mezi tehdejšími senátory.
V listopadu 2012 kandidovala na funkci místopředsedkyně ODS, nebyla však těsným rozdílem hlasů zvolena. Ve volbách do Senátu PČR v roce 2018 už také neobhajovala svůj senátorský mandát.